# Minoría alemana del Norte de Schleswig

Bandera de los alemanes del Norte de Schleswig

La minoría alemana del Norte de Schleswig (en alemán: deutsche Minderheit in Nordschleswig; en danés: Det tyske mindretal i Sønderjylland) hace referencia a un grupo étnico autóctono y minoritario de alemanes, descendiente de los habitantes del antiguo Ducado de Schleswig y que habitan los actuales territorios de la región de Dinamarca del Sur, en Jutlandia, especialmente en la actual frontera entre Alemania y Dinamarca. En la actualidad se estiman en alrededor de 15 mil personas, los cuales se identifican a sí mismos como alemanes étnicos con nacionalidad danesa, sin conflictos por su ciudadanía, siendo una parte importante de ellos bilingües de alemán con el dialecto jutlandés meridional del danés. 

## Historia
En 1920, una vez terminada la Primera Guerra Mundial, como consecuencia de ésta tuvo lugar los Plebiscitos de Schleswig, con el propósito de fijar la nueva frontera entre Dinamarca y Alemania, dividiendo en dos partes el antiguo territorio del Ducado de Schleswig: Schwleswig del Norte (Jutlandia Meridional), de mayor tamaño y con una mayoría étnica danesa y danoparlante, fue definido como la «Zona I», mientras que Schleswig Central, de mayoría alemana, germanófona y proalemana, fue denominada como la «Zona II». Mientras que la Zona I votó en bloque para decidir si pertenecían a Alemania o Dinamarca, la Zona II lo hizo por municipio, resultando un 75% a favor de Dinamarca en la Zona I, pese a que varias ciudades de la zona votaron con una gran mayoría por permanecer en Alemania, como en los casos de Tønder (77%), Sønderborg (56,2%) y Aabenraa (55.1%), como también en localidades cercanas a la Zona II, siendo Tinglev la de mayor notoriedad proalemana de ellas. Finalmente, la decisión fue tomada del total de votos para todo el territorio, mientras que la Zona II se inclinó mayoritariamente a permanecer en Alemania por sobre el 80%, a excepción de pequeñas aldeas rurales de mayoría danesa ubicadas cerca a la frontera con la Zona I. Existe una importante minoría étnica alemana en Haderslev y Christiansfeld. 
Esta división provocó que familias completas se dividieran entre ambos países, teniendo que someterse a los controles fronterizos y aduaneros para poder visitarse mutuamente, situación que cambió con la libre circulación dentro de la Unión Europea con el Acuerdo de Schengen, al cual Dinamarca se suscribió en 2001.
De acuerdo a las Declaraciones de Copenhague y Bonn de 1955, tanto las minorías alemanas como danesas tienen derecho a conservar su idioma y cultura en ambos lados de la frontera.

## Organizaciones germanófonas

Bandera de la Bund Deutscher Nordschleswiger

La Bund Deutscher Nordschleswiger es la principal asociación cultural que reúne a los alemanes del Norte de Schleswig y representa sus intereses, tanto en el resto de Dinamarca como en el extranjero. Pese a algunas situaciones perjudiciales para la organización, como persecuciones penales durante la Segunda Guerra Mundial, propiciadas por la invasión de Dinamarca por la Alemania nazi, el 22 de noviembre de 1945 se fundó la federación bajo una declaración de principios donde juraban lealtad a Dinamarca como ciudadanos daneses de habla alemana. Dicha organización es la editora del diario Der Nordschleswiger, el único periódico en lengua alemana de la región.
La Deutsche Schul- und Sprachverein für Nordschleswig es una organización con sede en Aabenraa que reúne a los establecimientos educativos de habla alemana en la región, que incluye 22 jardines infantiles alemanes, 14 escuelas alemanas y un liceo alemán con sede en Aaabenraa.
Al ser la comunidad de mayoría religiosa luterana, la Iglesia del Pueblo Danés ordenó a sacerdotes de habla alemana para la celebración de servicios religiosos en alemán en todas las principales comunidades donde habitan los alemanes del Norte de Schleswig, en un territorio donde las predicaciones en alemán están permitidas desde 1595.
En lo que respecta a organizaciones políticas, el Partido de Schleswig es la organización que representa los intereses de este grupo.